# Văn hóa phi vật thể

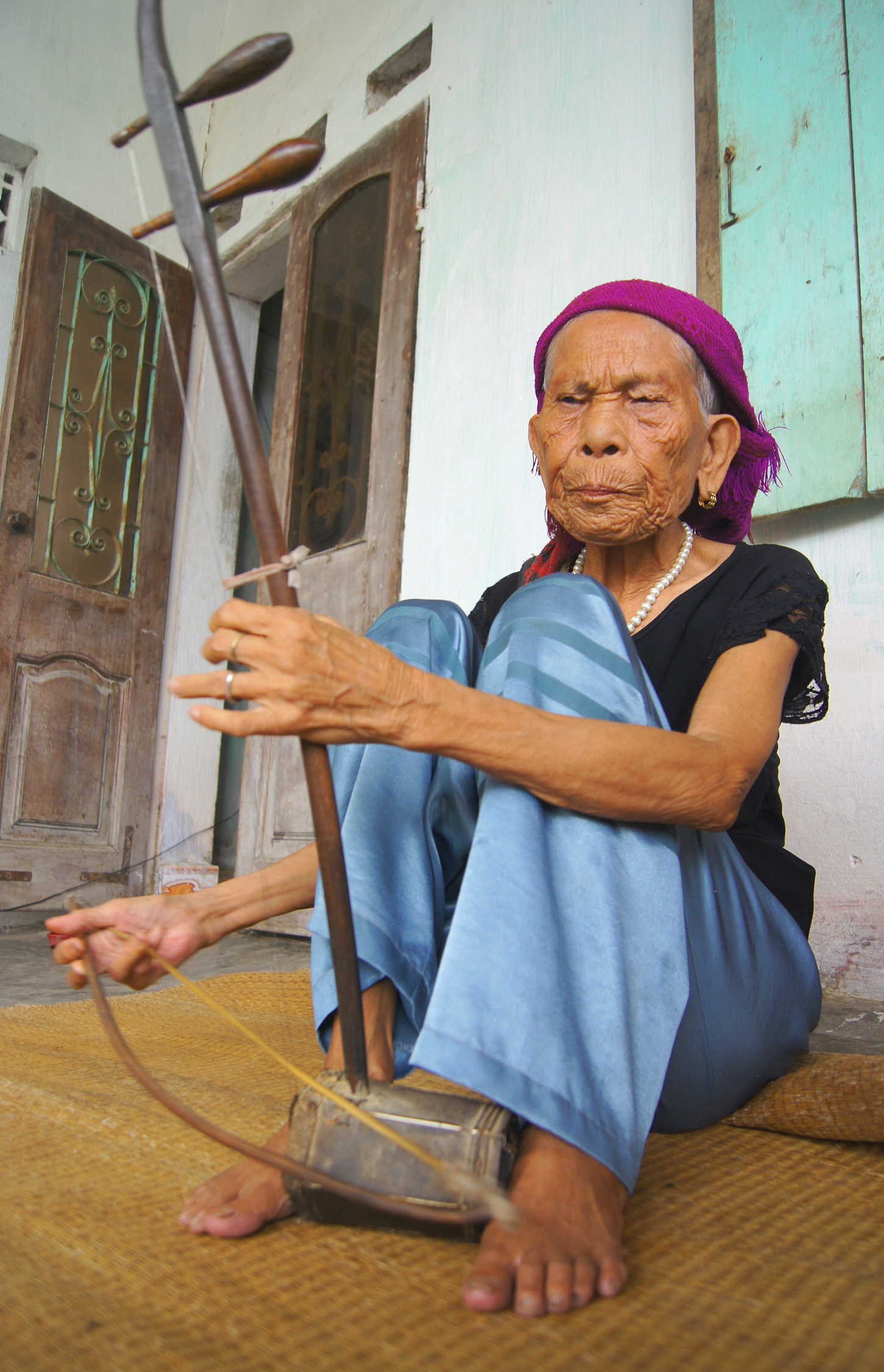
Hát xẩm là văn hóa phi vật thể của Việt Nam

Văn hóa phi vật thể hay Văn hóa phi vật chất (Non-material culture) là dạng văn hóa được biểu hiện bằng những suy tư hoặc ý tưởng cấu thành nên một nền văn hóa được gọi là văn hóa phi vật chất, khi nói đến văn hóa phi vật thể là xét đến những biểu hiện, yếu tố, nội dung biểu hiện văn hóa “không nằm trong cấu trúc vật thể hữu hình của sự việc”. Ngược lại với văn hóa vật chất, văn hóa phi vật thể không bao gồm bất kỳ vật thể hoặc hiện vật vật lý nào, chẵng hạn như khi nói về văn hóa phi vật chất thường bao hàm bất kỳ ý tưởng, niềm tin (bao gồm cả đức tin, là yếu tố thuộc linh thay vì thuộc thể, tức là sự hiện diện vật chất, thực thể), phong tục, giá trị sống, quy tắc đạo đức, chuẩn mực xã hội nào mà có thể giúp định hình xã hội, hình thành nên nền văn hiến. Trong cuốn sách xuất bản năm 1973 có tựa đề Diễn giải các nền văn hóa (The Interpretation of Cultures), nhà nhân chủng học Clifford Geertz gọi văn hóa là "một hệ thống các quan niệm được thừa hưởng được thể hiện dưới dạng biểu tượng mà qua đó con người giao tiếp, duy trì và phát triển kiến thức cũng như thái độ của họ đối với cuộc sống" thể hiện tầm quan trọng mà ông chú trọng vào các biểu tượng (có tính chất phi vật thể) trong văn hóa.

## Đại cương
Ngôn ngữ và văn hóa gắn bó chặt chẽ với nhau và có thể ảnh hưởng lẫn nhau. Một ví dụ về văn hóa định hình ngôn ngữ là trường hợp của người Pirahã, vì họ không có từ ngữ để chỉ số khiến họ không thể có các hệ thống toán học phức tạp trong văn hóa của mình. Điều này có thể là kết quả của các yêu cầu về văn hóa của họ đó là vì họ không cần toán học mở rộng, nên họ không cần phải tạo ra các từ các con số. Nền văn hóa mà một cá nhân là một phần ảnh hưởng đến một số khía cạnh của cá nhân đó, bao gồm cả hành vi, xử sự cụ thể. Thông qua quá trình xã hội hóa, một cá nhân sẽ học được các giá trị và chuẩn mực vốn có trong xã hội họ đang sống và trong hầu hết các trường hợp, họ sẽ hành xử theo các giá trị và chuẩn mực đó, gọi là luân thường đạo lý. Hành vi con người rất quan trọng vì nó có thể truyền tải, nói lên các giá trị của một xã hội. 
Trong văn hóa Nhật Bản, cách ứng xử của một người sẽ phụ thuộc vào "mối quan hệ rường cột của các cá nhân" (trong Nho giáo gọi là luân thường đạo lý, là ngũ luân). Hành vi cũng có thể ảnh hưởng đến một nền văn hóa. Điều này có thể thấy rõ trong hệ thống đẳng cấp ở Ấn Độ. Ở các cấp đẳng cấp cao hơn, một cá nhân thường tuân theo các phong tục Phạn ngữ cao quý, trong khi những người thuộc đẳng cấp thấp hơn thực hiện hành vi này để được thăng tiến trong hệ thống đẳng cấp. Kiểu hành vi này đã ảnh hưởng đến văn hóa Ấn Độ vì nhiều cá nhân ở đẳng cấp thấp tham gia vào các phong tục văn hóa Phạn văn đã giúp truyền bá những phong tục đó trên khắp Ấn Độ. Giống như ngôn ngữ, các biểu tượng hình thành khi một nền văn hóa phát triển. Mọi người trong một xã hội cụ thể gán ý nghĩa cho các vật thể cụ thể và ý nghĩa thấm nhuần đó biến vật thể đó thành một biểu tượng được công nhận rộng rãi trong xã hội đó. Có thể có những biểu tượng vượt qua ranh giới văn hóa. Ví dụ, cây thánh giá là biểu tượng tôn giáo phổ quát của Kitô giáo và được biết đến rộng rãi do sự phổ biến của Kitô giáo ở các nền văn hóa khác nhau. Mặc dù biển báo dừng đầu tiên xuất hiện lần đầu tiên ở Michigan ở Hoa Kỳ nhưng biểu trưng này rất nổi tiếng ở nhiều nền văn hóa khác nhau do được sử dụng ở nhiều quốc gia khác nhau. Trong văn hóa Mỹ thì hàng rào gỗ trắng là biểu tượng được công nhận rộng rãi cho cuộc sống ngoại ô thành công và hạnh phúc.